# Hidroelektrarna Prečna
Hidroelektrarna Prečna je bila mala hidroelektrarna, ki je začela delovati leta 1920. Postavljena je bila v bližini kraja Prečna pri Novem mestu na reki Temenici.
Elektrarna je leta 1949 prišla pod upravo takrat ustanovljenega podjetja Gorenjske elektrarne Kranj.
Elektrarna je imela potencialno energijo vodnega telesa 274 MWh, pretok reke na mestu elektrarne pa je bil 4 m³/s. Zaradi dotrajanosti so Prečno 1. februarja 1972 zaprli in konzervirali, po temeljiti obnovi  in rekonstrukciji pa so jo leta 1985 znova zagnali.
Leta 2009 je lastnik HE Prečna podjetje Elektro Ljubljana. V tem letu je elektrarna delovala z enim agregatom, katerega inštalirana moč je 130 kW. Pretok vode preko elektrarne je 4 m³/s, neto padec pa 5,3 m.